# Johann Andreas Kelchner
Johann Andreas Kelchner (* 2. August 1789 in Frankfurt am Main; † 18. Dezember 1865 ebenda) war ein Beamter der preußischen Gesandtschaft am Bundestag in Frankfurt.

## Leben
Kelchner stammte aus einer ursprünglich relativ wohlhabenden Familie, die allerdings durch mehrere Schicksalsschläge verarmt war. Sein Vater Georg Wilhelm Kelchner war ein Frankfurter Kaufmann und besaß ein Landgut in Grünstadt, woher die Familie ursprünglich kam. Das Gut wurde von Klubisten zerstört, das Haus in Frankfurt fiel der Belagerung 1792 durch die hessischen Truppen zum Opfer, vom Verbliebenen wurde 1796 beim Bombardement Frankfurts durch die Franzosen unter Jean-Baptiste Kléber weiteres zerstört und den letzten Rest der Habe vernichtete 1811 ein Brand.
Verständlicherweise neigten sich die Sympathien Kelchners weniger den Franzosen und mehr der preußischen Sache zu. Da Kelchners ursprüngliches Vorhaben, in preußische Militärdienste zu treten, durch den Ausgang der preußische Niederlage bei Jena und Auerstedt aussichtslos geworden war, begann er eine Lehre in einem Frankfurter Handelshaus, fand aber bald schon Kontakt zu preußischen Stellen, darunter Carl von Haenlein, dem preußischen Gesandten beim Fürstprimas Dalberg, denen er bei seinen Handelsreisen in französischem Gebiet gesammelte Information übermittelte. Ab 1810 wurde Kelchner auf Veranlassung des damaligen Präfekten von Günderrode Expedient bei der „Generaldirektion des Bauwesens und der indirekten Steuern“ des Großherzogtums Frankfurt, mithin ein Angestellter in französischen Diensten, der aber mit Billigung seiner Vorgesetzten weiter als preußischer Agent arbeitete.
Diese Dienste fanden ihre Würdigung, als am 2. November 1813 die alliierten Preußen und Russen in Frankfurt einzogen und einen Zentralverwaltungsrat unter der Leitung des Freiherrn vom Stein etablierten. Stein und der preußische Staatskanzler von Hardenberg fanden Kelchner brauchbar und Solms-Laubach, Kelchners Vorgesetzter im Zentralverwaltungsdepartement, betraute ihn mit einer Reihe von Aufgaben in Zusammenhang mit der Neuordnung der deutschen Gebiete im Vorfeld des Wiener Kongresses. Dazu gehörten das Obligationenwesen der deutschen Fürsten, die Zentralhospizverwaltung, das Liquidationswesen der deutschen Armee sowie die Verwaltung der Kasse der Rheinschifffahrt.
1816 trat Kelchner offiziell in preußische Staatsdienste und erhielt die Stelle eines Oberpräsidialregistrators. 1817 wurde er Legationskanzlist der preußischen Gesandtschaft am Bundestag in Frankfurt. Seine Tätigkeit beschränkte sich aber nicht auf nüchterne Büroarbeit, vielmehr wurde Kelchner vielfältig mit Observierungs- und Kurieraufgaben betraut, sowie weiteren Tätigkeiten, die im Rahmen der nach den Karlsbader Beschlüssen einsetzenden Überwachung und Bekämpfung liberaler und nationaler Bestrebungen sich ergaben. Dazu zählte beispielsweise auch die Beschlagnahme von E. T. A. Hoffmanns Satire „Meister Floh“ oder die Beförderung von Wilhelm von Humboldts „Briefen an eine Freundin“ an die Empfängerin Charlotte Diede.
Kelchners gewissermaßen geheimdienstliche Tätigkeit fand ihren Höhepunkt unter der Ägide Karl Ferdinand Friedrich von Naglers, der von 1824 bis 1836 preußischer Gesandter in Frankfurt war, in dessen sich vor allem auf das heimliche Öffnen von Briefen sich stützenden polizeistaatlichen Überwachungsmaßnahmen auch Kelchner involviert war.
Seine Stellung an der preußischen Gesandtschaft behielt Kelchner auch unter Naglers Nachfolgern Schöler, Rochow, Bismarck, Usedom, von Sydow und von Savigny, bis er 1865 mit der Ernennung zum „Geheimen Hofrat“ in den Ruhestand ging. Im gleichen Jahr noch starb er.